# 吉田テフ子
吉田 テフ子（よしだ ちょうこ、1920年〈大正9年〉11月6日 - 1973年〈昭和48年〉8月17日）は、日本の作詞家。徳島県海部郡宍喰町（現・海陽町）出身。

## 経歴
1920年、吉田品吉の次女として生まれる。徳島女子師範学校を卒業後、小学校の教員を経て、24歳のときに1944年に日本少国民文化協会が募集していた少国民歌の歌詞の公募に応じた「お山の杉の子」が1席となり、佐々木すぐる作曲で安西愛子が歌い一躍有名となった。彼女が作詞した作品はこの一曲のみである。
その後、1951年に戸畑市（現北九州市戸畑区）の市議会議員に立候補し当選。1958年には作家になるため上京。1973年、肺がんのため死去。テフ子は生涯独身であった。